# 福澤慎太郎
福澤 慎太郎（ふくざわ しんたろう、2001年9月20日 - ）は、ジャパンラグビーリーグワントヨタヴェルブリッツに所属するラグビーユニオン選手。

## プロフィール
- 東京都出身[1]。
- ポジションはフッカー(HO)。
- 身長 168 cm、体重 99 kg
- U17日本代表に選ばれたことがある。

## 略歴
中学からラグビーを始めた。
2020年、本郷高校卒業後、慶應義塾大学に入る。なお本郷高校時代、高校日本代表候補に選ばれたことがある。
2024年、アーリーエントリーでトヨタヴェルブリッツに加入。